# 비올레타 차모로
비올레타 차모로(스페인어: Violeta Chamorro, 본명: 비올레타 바리오스 토레스 데 차모로(Violeta Barrios Torres de Chamorro), 1929년 10월 18일 ~ 2025년 6월 14일)는 니카라과의 정치가이다. 1990년 4월 25일부터 1997년 1월 10일까지 니카라과의 대통령을 역임했다.
1978년 그녀의 남편이자 언론인인 페드로 호아킨 차모로 카르데날(Pedro Joaquín Chamorro Cardenal)이 소모사가 독재 정권에 투항하다 살해당한 뒤부터 소모사가 독재 정권에 반대하는 정치적 운동을 전개했다. 1990년에 실시된 대통령 선거에서는 국민들의 열렬한 지지 속에서 당선되었다. 이로써 다니엘 오르테가가 이끄는 반미주의 정권을 10년 만에 붕괴시키는 데 성공했고 니카라과 최초의 여성 대통령을 역임하게 된다. 비올레타의 아들인 페드로 차모로, 딸 크리스티아나 차모로는 언론인으로 니카라과에서 활동하고 있다.

## 역대 선거 결과
| 선거명      | 직책명          | 대수 | 정당         | 득표율 | 득표수    | 결과 | 당락 |
| ----------- | --------------- | ---- | ------------ | ------ | --------- | ---- | ---- |
| 1990년 선거 | 니카라과 대통령 | 55대 | 국민야당연합 | 54.74% | 777,552표 | 1위  |      |